# رقيب الشمس الغبيري
رقيب الشمس الغُبِّيري أو رحاب أو الزريقاء (الاسم العلمي: Heliotropium curassavicum)، نوع نبات مُزهر من فصيلة. موطنه في الأمريكتين، من كندا إلى الأرجنتين، بما في ذلك جزر الهند الغربية وكذلك هاواي. يمكن العثور عليه كنوع من الأنواع المُدخلة، وفي بعض الأحيان يكون غازيًا، في إفريقيا وآسيا وأستراليا وأوروبا. يزدهر في التربة المالحة، مثل رمال الشاطئ، والشقوق القلوية، والمستنقعات المالحة. غالباً ما يوجد في المواقع الساحلية المضطربة.